# Utvandrarnas Hus
Utvandrarnas Hus (dansk: Udvandrernes Hus) ligger i Museiparken i Växjö, Kronobergs län, Småland, Sverige. Huset er Svenska Emigrantinstitutets lokaler, og det indeholder et arkiv med originaler og kopier af amerikabreve, dagbøger og fotografier. Der er også et mikrofilmarkiv over husforhørs- (familievis overhøring ved en præst i viden om kristendommen grundelementer) og andre kirkebøger til brug i slægtsforskning. Her er optegnelser over den million svenskere, som udvandrede til Nordamerika i 1800- og 1900-tallet.
Bygningen blev tegnet af den danske arkitekten Bent Jørgen Jørgensen og åbnede i 1968. I 1984 blev bygningen udvidet. I udstillingshallen står statuen Oskar och Kristina af skulptøren Axel Olsson. Der er også en model af det mobergske udvandrerfortøj Charlotta.
I 1976 indrettedes i en del af bygningen et Moberg-rum til ære for forfatteren Vilhelm Moberg, der blandt andre skrev Udvandrerne-romanerne, og som stammede fra Moshultamåla ved Emmaboda i Småland. I rummet fortælles om tilblivelsen af Mobergs romanserie.
I søen foran Utvandrarnas Hus står Carl Milles udvandrermomument. Den anden søndag i august fejres den årlige Minnesotadag i Museiparken. Samme dag hyldes også årets svenskamerikaner, der får sit navn indgraveret i en mindetavle med en liste over svenskamerikanere.
Huset har meget materiale om svensk udvandring til andre lande: Australien, New Zealand og andre områder.

## Ekstern henvisning
- Utvandrarnas Hus

56°52′32.16″N 14°48′32.4″Ø / 56.8756000°N 14.809000°Ø